# سوخويندر سينغ (لاعب كرة قدم)
سوخويندر سينغ (بالإنجليزية: Sukhwinder Singh)‏ هو لاعب كرة قدم هندي في مركز الوسط، ولد في 12 مارس 1983 في شهيد بهجت سينغ ناجار في الهند. شارك مع منتخب الهند لكرة القدم. أما مع النوادي، فقد لعب مع نادي إيست بنغال ونادي بونه ونادي تشينايين ونادي شيراغ يونايتد كيرلا.

## وصلات خارجية
- سوخويندر سينغ (لاعب كرة قدم) على موقع قاعدة بيانات كرة القدم.إي يو (الإنجليزية)
- سوخويندر سينغ (لاعب كرة قدم) على موقع ناشيونال فوتبول تيمز (الإنجليزية)
- سوخويندر سينغ (لاعب كرة قدم) على موقع Soccerway.com (الإنجليزية)